# Balneario romano de Mas d'en Gras
El balneario romano de Mas d'en Gras forma parte de una villa romana tarraconense descubierta en el yacimiento de Mas d'en Gras, situado a 500 metros al suroeste del núcleo urbano de la actual Vilaseca (Tarragona, España).
La construcción de la villa y sus posteriores remodelaciones tuvieron lugar entre el siglo I a. C. y el II d. C. El balneario se construyó en este último siglo.
Los baños no fueron un edificio de nueva planta, sino que se construyeron sobre una estructura cuadrangular preexistente, como evidencia la relación entre la distribución interna de sus distintas estancias y los muros exteriores. Estos muros están construidos con sillares unidos con mortero de cal y revestidos con un rebozado grueso pintado de rojo, mientras que los muros interiores están construidos con obra de encofrado y piedra pequeña irregular. Todos los espacios estaban cubiertos, aunque solo se puede afirmar con seguridad que el caldarium estaba cubierto con bóveda.
En la historia del balneario, se distinguen dos fases. A su vez, se distinguen siete estancias, aunque dos de ellas conforman una sola unidad, los propnigea del horno, y otras dos conforman el frigidarium y su piscina.
El caldarium estaba inicialmente provisto de una bañera de tipo labrum, que posteriormente pasaría a ser un alveus, correspondiente a una época más moderna.